# Luchtmacht van het Japans Keizerlijk Leger

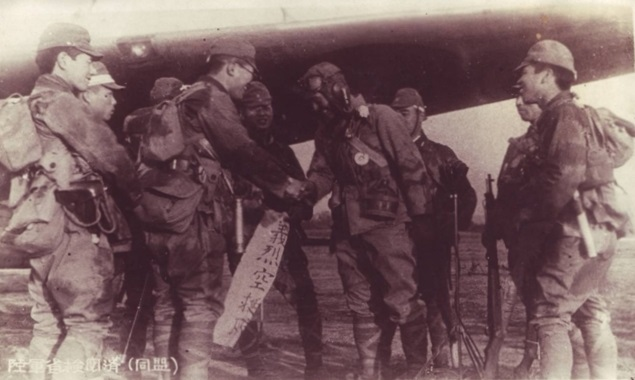

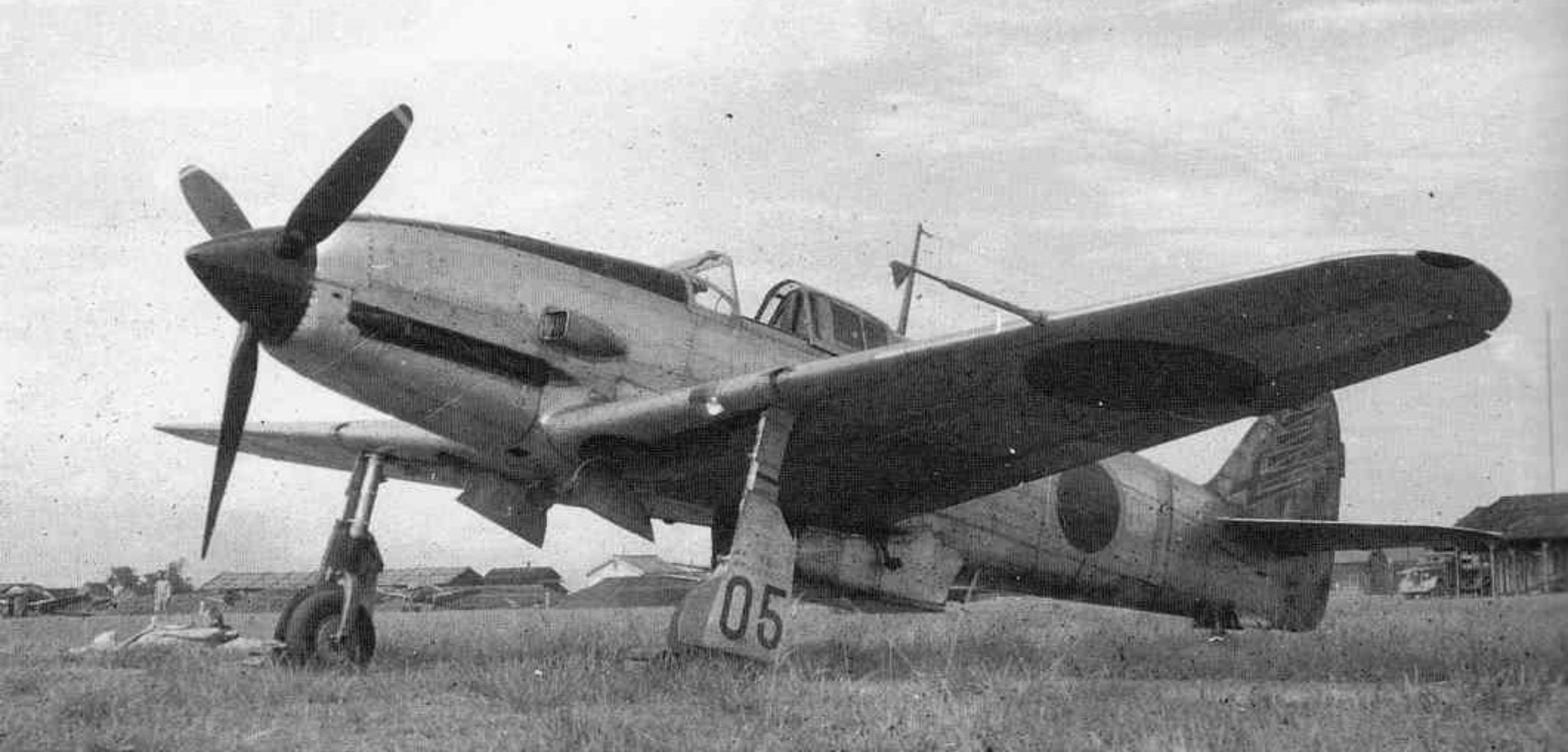

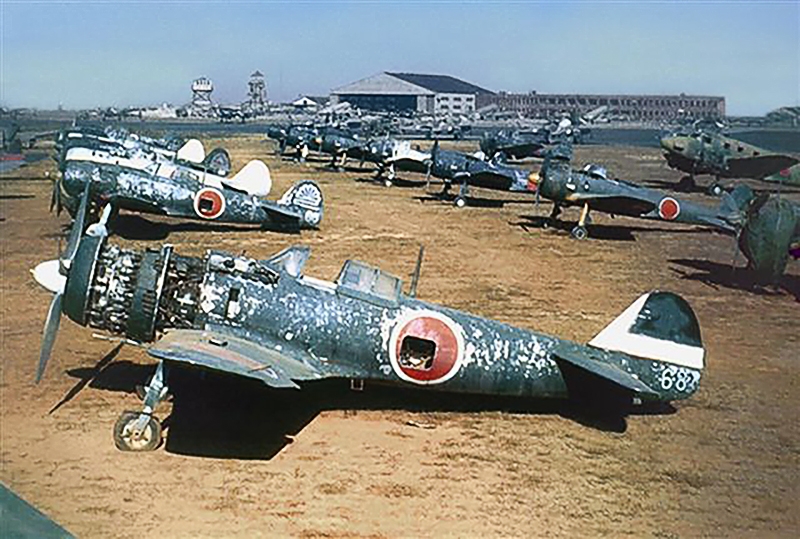

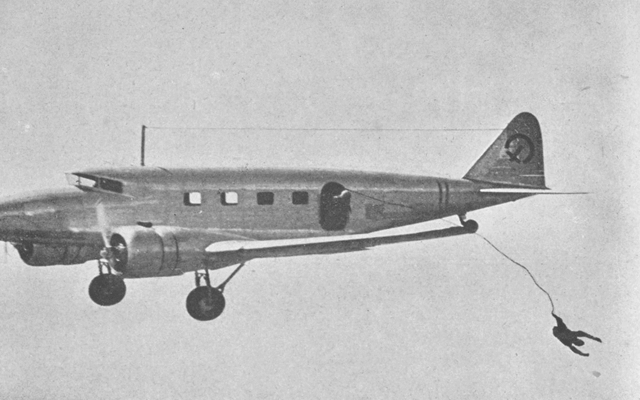

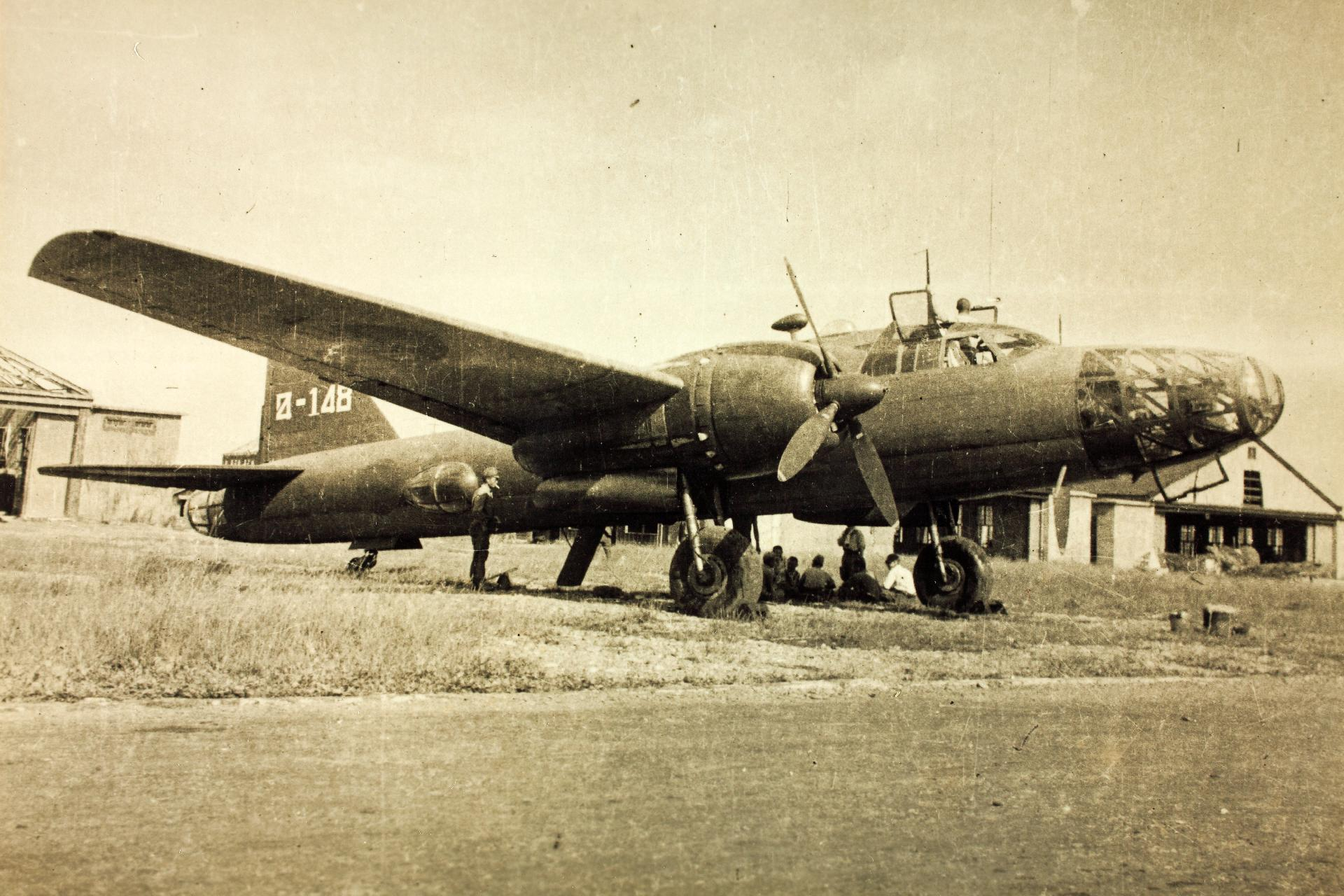

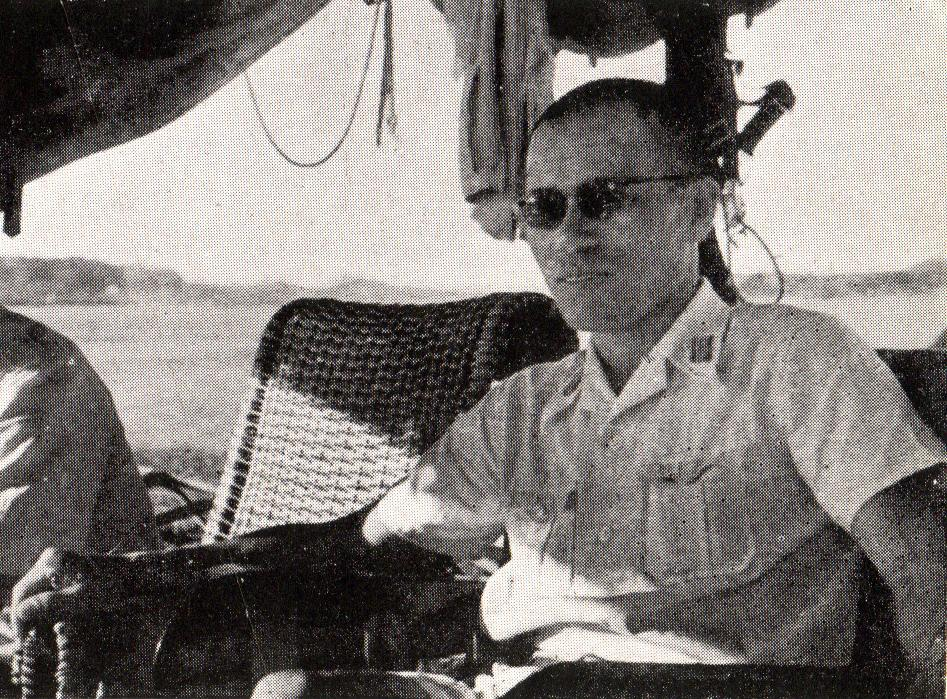
Generaal Tateo Kato.

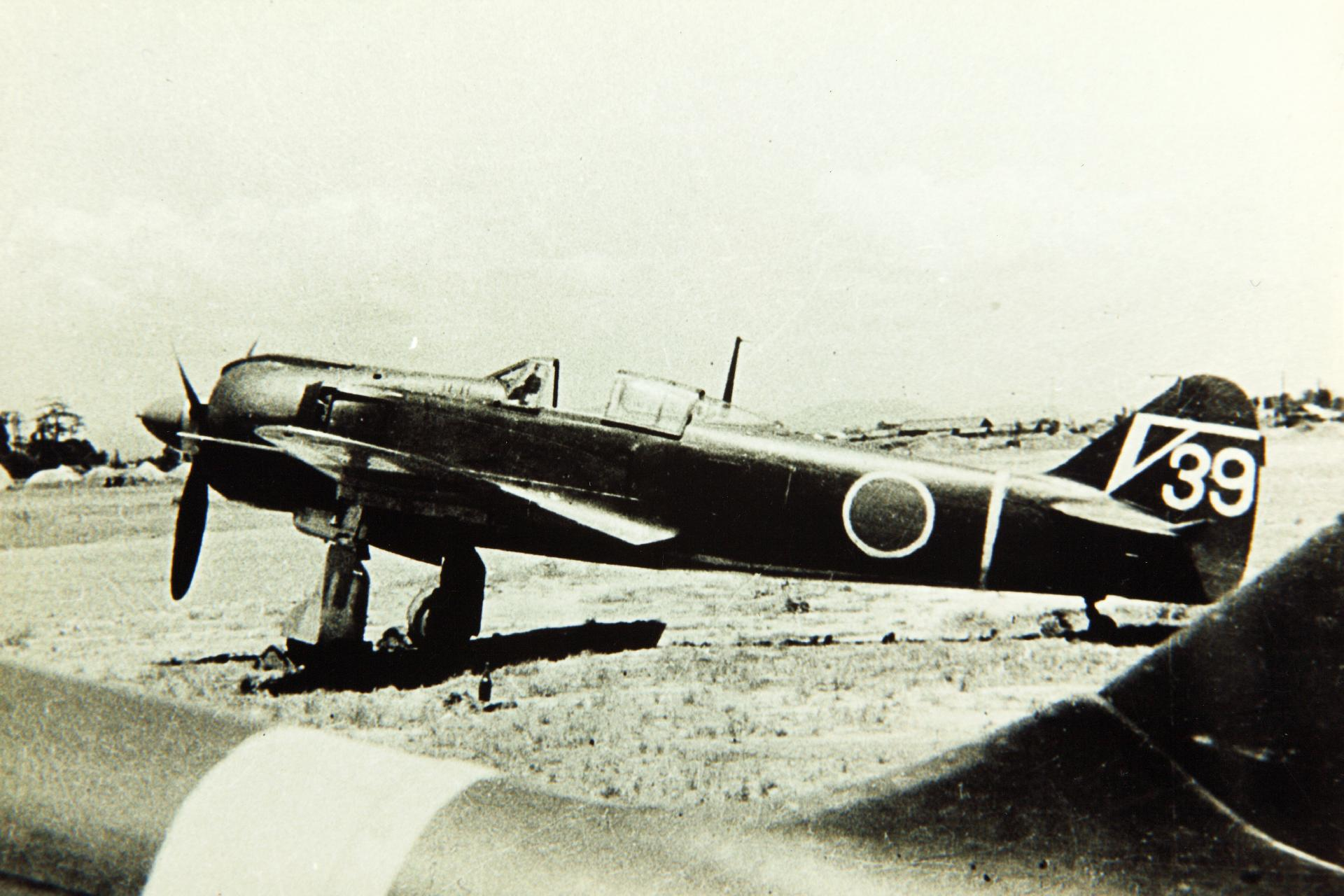

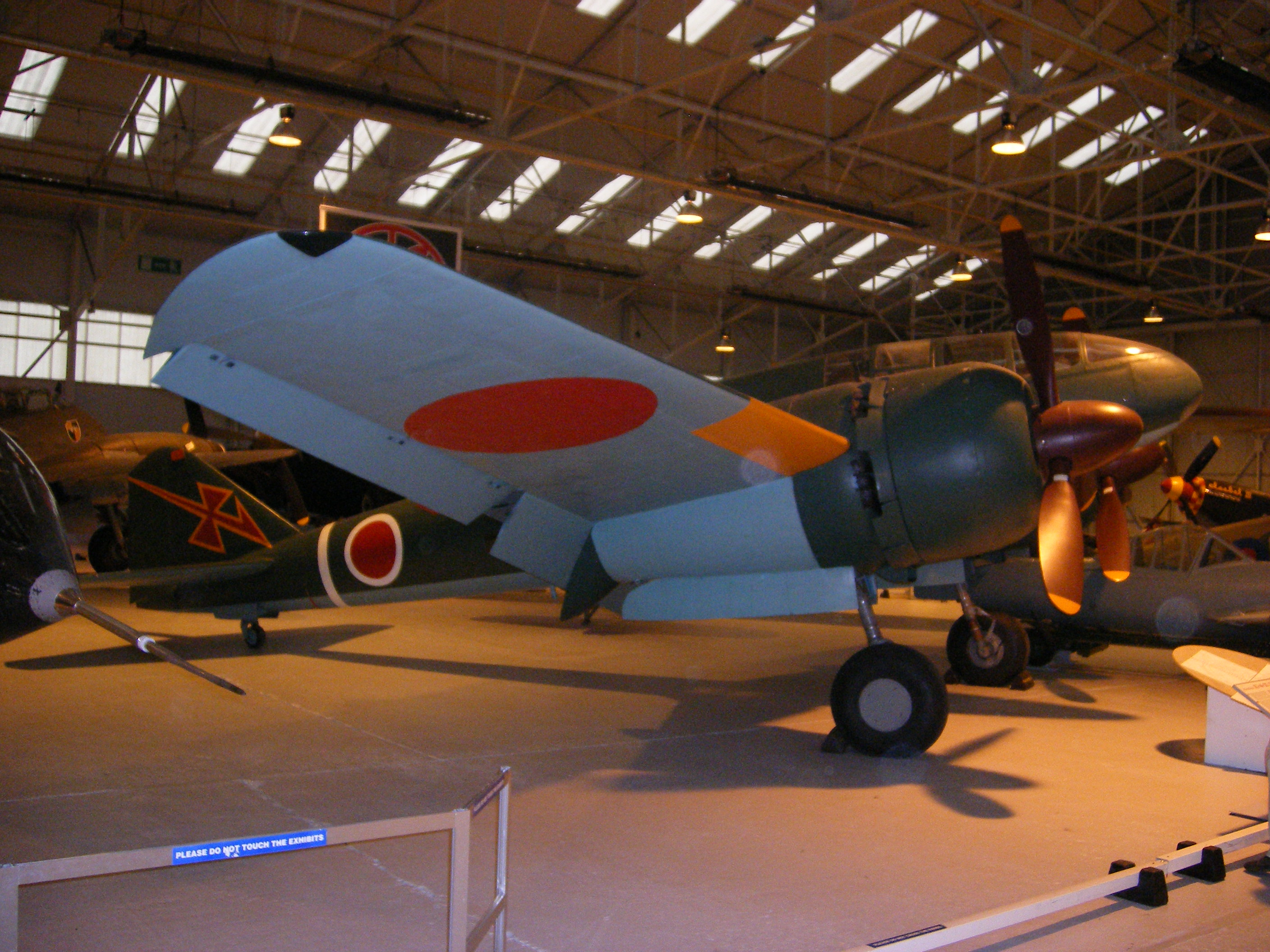

De Luchtmacht van het Japans Keizerlijk Leger (Japans: 帝国陸軍航空隊, Teikoku Rikugun Kōkūtai) was tot 1945 de luchtmacht van het Japanse leger. Het Japanse Keizerrijk had geen aparte en onafhankelijke luchtmacht. Zowel het Japans Keizerlijk Leger als de Japanse Keizerlijke Marine hadden hun eigen luchtmachtcomponent. De Luchtmacht van het Japans Keizerlijk Leger was voornamelijk verantwoordelijk voor het verlenen van tactische luchtsteun. De Luchtmacht van de Japanse Keizerlijke Marine was verantwoordelijk voor strategische bombardementen en de nationale luchtverdediging.

## Organisatie
De luchtmacht van het leger was onderverdeeld in 5 luchtlegers (koku-gun), die elk verantwoordelijk waren voor een bepaalde regio.
1. Algemene luchtleger: hoofdkwartier Tokio, bestond uit het Japanse Verdedigingsleger, het Formosa-leger en het Chosen-leger (verantwoordelijk voor Korea)
2. Luchtleger van Mantsjoerije: hoofdkwartier Hsinking, Guandong-leger
3. Zuidelijk luchtleger: hoofdkwartier Singapore,
4. Luchtleger van Nieuw-Guinea, opgericht in 1943: hoofdkwartier Rabaul en Wewak
5. Luchtleger van China, opgericht in 1944, hoofdkwartier Nanking, Japans expeditieleger in China

Elk luchtleger bestond uit 2 of meer luchtdivisies (hiko-shidan), die op hun beurt bestonden uit 2 of meer luchtbrigades (hiko-dan). Optimaal gezien was een luchtdivisie toegevoegd aan een legergroep en een luchtbrigade aan een veldleger.
Elke luchtbrigade had een hoofdkwartier (chutai hombu) dat verantwoordelijk was voor de tactische planning. Een luchtbrigade bestond uit drie of vier luchtregimenten (hiko rentai) plus een aantal verkennings- en transporteenheden.
Luchtregimenten bestonden uit slechts één type vliegtuigen, zoals jachtvliegtuigen of lichte en middelzware bommenwerpers . Een luchtregiment bestond uit drie of vier luchtcompagnieën (chutai) bestaande uit 9-12 vliegtuigen. Soms bestond een luchtregiment uit twee luchtbataljons (hiko daitai) met elk 2 luchtcompagnieën. Een luchtcompagnie bevatte 3 secties (shotai) bestaan uit 3 tot 4 vliegtuigen elk.
Luchtregimenten bestaande uit jachtvliegtuigen bevatten 45 tot 48 vliegtuigen. Bommenwerpersregimenten of verkenningsregimenten bestonden slechts uit 27 tot 36 vliegtuigen. De luchtregimenten werden tijdens de Tweede Wereldoorlog vervangen door luchtgroepen (Hiko Sentai).
De luchtlegers hadden ook speciale aanvalseenheden (Shimbu-tai) waartoe de kamikazes behoorden. Er werden in totaal ongeveer 170 van deze speciale aanvalseenheden opgericht. Elke eenheid bestond uit 12 vliegtuigen. In totaal behoorden 2000 vliegtuigen tot deze eenheden.

## Sterkte
In 1940 bestond de Luchtmacht van het Japans Keizerlijk Leger uit:
- 33.000 man personeel
- Meer dan 1600 vliegtuigen (waaronder 1375 gevechtsvliegtuigen).
  - Deze waren onderverdeeld in 85 luchtcompagnieën,
    - 36 compagnieën jachtvliegtuigen,
    - 28 compagnieën lichte bommenwerpers en
    - 22 compagnieën middelzware bommenwerpers

## Vliegtuigen in gebruik tijdens de Tweede Wereldoorlog
Tussen haakjes staan de geallieerde codenamen.

### Jachtvliegtuigen

#### Eenmotorige jachtvliegtuigen
- Kawasaki Ki-10 („Perry“)
- Nakajima Ki-27 Setsu („Nate“)
- Nakajima Ki-43 Hayabusa („Oscar“)
- Nakajima Ki-43-II Hayabusa („Oscar-II“)
- Nakajima Ki-44 Shoki („Tojo“)
- Kawasaki Ki-61 Hien („Tony“)
- Nakajima Ki-84 Hayate („Frank“)
- Nakajima Ki-100 Goshiki

#### Tweemotorige jachtvliegtuigen
- Kawasaki Ki-45 Toryu („Nick“)
- Kawasaki Ki-102 („Randy“)

### Bommenwerpers

#### Lichte bommenwerpers
- Mitsubishi Ki-30 („Ann“)
- Kawasaki Ki-32 („Mary“)
- Mitsubishi Ki-51 („Sonia“)

#### Andere bommenwerpers
- Kawasaki Ki-48 („Lily“)
- Mitsubishi Ki-21 („Sally“)
- Mitsubishi Ki-67 Hiryu („Peggy“)
- Nakajima Ki-49 Donryu („Helen“)

### Verkenningsvliegtuigen
- Mitsubishi Ki-46 („Dinah“)

### Transportvliegtuigen
- Kawasaki Ki-56 („Thalia“)
- Kokusai Ki-59 („Theresa“)
- Mitsubishi Ki-57 („Topsy“)
- Mitsubishi L3Y („Tina“) - Transportversie van de G3M bommenwerper
- Nakajima Ki-34 („Thora“)

### Vrachtzweefvliegtuigen
- Kokusai Ku-8 („Gander“)

### Opleidings- en verbindingsvliegtuigen
- Yokosuka K5Y („Willow“)